# Your Shape
Your Shape è una serie di videogiochi di fitness sviluppato dalla Ubisoft per numerose console e PC. I titoli della serie sono stati realizzati in collaborazione con la NASA.

## Your Shape
Il videogioco Your Shape pubblicato per Wii richiede l'utilizzo dell'Ubisoft Motion Tracking Camera in modo che il gioco sia in grado di tracciare i movimenti del corpo del giocatore, durante gli esercizi.
Your Shape è stato pubblicato in due differenti edizioni per Stati Uniti ed Europa. La versione statunitense è stata commercializzata con il titolo Your Shape featuring Jenny McCarthy, che contiene dei filmati di Jenny McCarthy  che racconta le sue esperienze con il gioco. La versione europea del gioco, disponibile in varie lingue, ha una copertina differente, in cui al posto della McCarthy, c'è una testimonial "locale":
- USA: Jenny McCarthy
- Spagna: Estela Giménez
- Germania: Annemarie Warnkross
- Italia: Maddalena Corvaglia
- Francia: Nathalie Simon
- Australia: Michelle Bridges

## Your Shape – Fitness Evolved

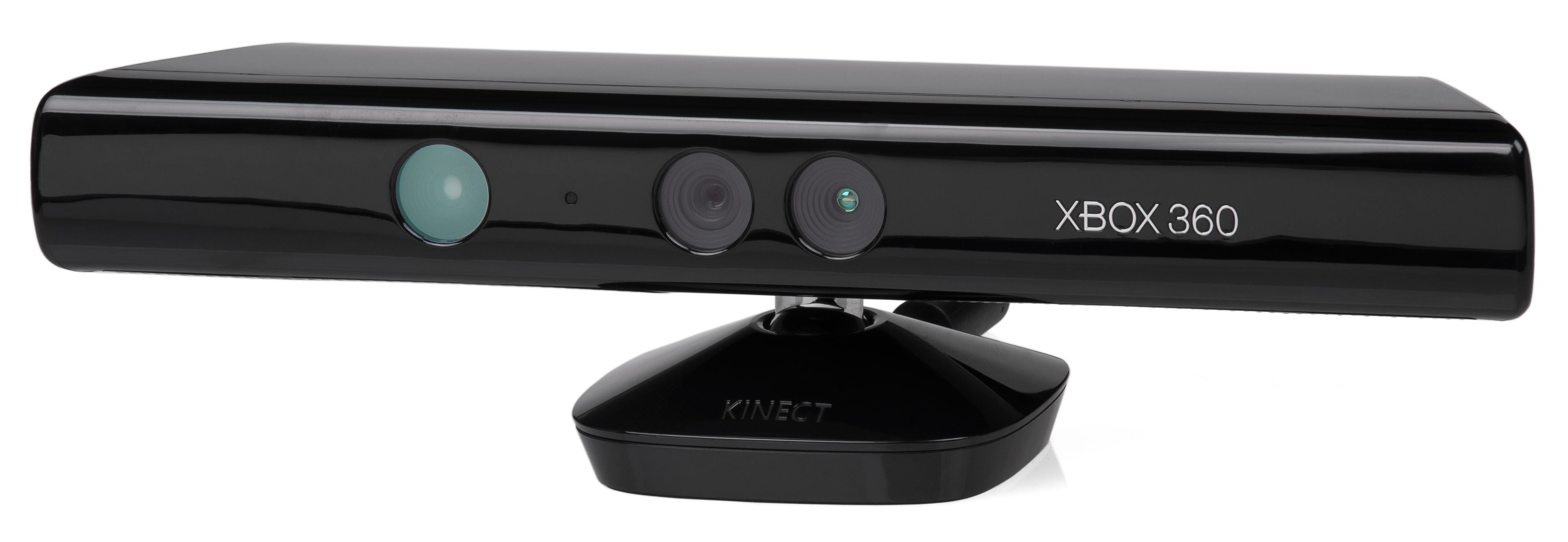
Microsoft Xbox 360 Kinect

Your Shape Fitness Evolved è l'ultimo titolo della serie, resa disponibile per Xbox 360. È stato pubblicato il 4 novembre 2010, e fa utilizzo del sistema Microsoft Kinect. Il giocatore utilizza Your Shape Fitness Evolved attraverso comandi vocali e movimenti del corpo. Il gioco include una routine di allenamento creata dalle riviste Men's Health e Women’s Health. Successivamente sono stati pubblicati due espansioni per il gioco, The Toned Body Program e Cardio Boxing Platinum, ed altri undici nel 2011.
Un sequel è stato annunciato in occasione dell'E3 2011